# Mustafa Barzani (1903-1979)
Pour les articles homonymes, voir Barzani.
 (mai 2015).
Améliorez-le ou discutez des points à vérifier. 

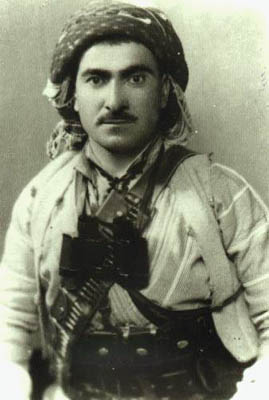
Mustafa Barzani.

Mustafa Barzani (14 mars 1903 - 1er mars 1979) (مصطفى البارزاني) (en kurde : Mistefayê Barzanî) est un leader kurde, principal chef du mouvement national kurde d'Irak au XXe siècle. Il est le président-fondateur du Parti démocratique du Kurdistan. Il est un symbole de la cause kurde. Il mène une guérilla, surtout de 1961 à 1963 et d'avril 1974 à mai 1975. Il est le père de Massoud Barzani

## Biographie
Barzani est né en 1903 à Barzan au Nord de l'Irak à l'époque ottomane. La famille Barzani est la principale famille de la région. 
À partir de 1931, il se bat pour l'indépendance des Kurdes avec son frère aîné, Ahmed. En 1932, à la suite de raids de la RAF, les deux frères se rendent aux Turcs, qui les gardent prisonniers. En 1932, Mustafa est libéré. Il reprend immédiatement le combat contre l'État irakien. Défait, il est exilé en 1935 à Souleimaniye avec son frère. Il s'échappe en 1943 et lance une nouvelle révolte depuis sa région d'origine, Barzan. Le pouvoir de Bagdad parvient à utiliser les rivalités entre Kurdes à ses fins. Mustafa Barzani est alors contraint de quitter l'Irak avec 1 000 autres Kurdes et sa famille pour l'Iran.
En décembre 1945, la République de Mahabad est établie dans le Kurdistan iranien, déclarée par le Parti démocratique du Kurdistan d’Iran, avec le soutien de l'Union des républiques socialistes soviétiques. Qazi Mihemed devient président et Mustafa Barzani ministre de la Défense.
En décembre 1946, l'Iran qui refuse de reconnaître la jeune République kurde propose des pourparlers. Mustafa Barzani refuse ; mais le président Qazi Mihemed veut faire confiance aux Iraniens et accepte, ce qui se révèle un guet apens. Aussitôt sur le lieu des discussions, les membres de la délégation kurde sont arrêtés et pendus par les forces iraniennes. Une offensive militaire est menée par surprise sur la république kurde. Mustafa Barzani se replie au Kurdistan irakien avec ses hommes. Malgré les garanties données par Bagdad, les officiers sont exécutés et l’exil apparaît à Mustafa comme une nécessité. L’Iran et la Turquie lui étant interdits, Mollah Mustafa fuit avec ses hommes vers l’Union soviétique, séparée de l'Iran par la rivière Araxe. Sous le feu des Turcs, des Irakiens et des Iraniens, il atteint la République socialiste soviétique d'Arménie en 1947. Obtenant l’assistance des Soviétiques, les Barzani sont d’abord confiés au parti communiste d'Azerbaïdjan. Des différends ne tardent cependant pas à opposer son dirigeant à Mollah Mustafa, qui est déplacé avec les siens en Ouzbékistan.
À la suite du coup d’État d’Abdul Karim Qasim contre la monarchie hachémite d’Irak en 1958, Mollah Mustafa et ses partisans sont invités à quitter leur exil soviétique par le nouveau pouvoir républicain. D’obédience socialiste, Kassim voit d’abord Barzani comme un allié potentiel, en mesure de consolider son pouvoir en Irak. Cependant les tensions s’accroissent entre les deux hommes, à mesure que Barzani reprend le contrôle du PDK et des régions kurdes, tout en affirmant ses volontés d’autonomie. Des affrontements armés entre les hommes de Barzani et l’armée irakienne éclatent et Mollah Mustafa sollicite le soutien des États-Unis contre Bagdad. Il finit par entrer en rapport avec les ennemis de Kassim, le Baas et les nasséristes, qui prennent le pouvoir à la suite d'un coup d’État en février 1963. La situation de conflit latent ou ouvert avec Bagdad ne prend pas fin pour autant. Les affrontements entrecoupés de trêves et de tractations se poursuivent, mais le Kurdistan échappe structurellement à l’autorité du pouvoir central, tandis que Mollah Mustafa assure sa mainmise sur le PDK. Ce parti hybride, socialiste et fondé par l’héritier d’une famille religieuse traditionnelle, se polarise. Son courant traditionnel se structure autour de Mollah Mustafa, tandis que son aile progressiste se rassemble autour d’un leader rival, Jalal Talabani.
Bénéficiant d’une emprise morale ou militaire sur une région ayant longtemps échappé à l’autorité de l’État central, le soutien du mollah Mustafa ou son absence d’opposition est recherché à chaque changement de régime. Des arrangements sont alors trouvés, des garanties sont apportées aux Kurdes mais très vite dénoncées une fois les nouveaux dirigeants de Bagdad assurés de leurs positions. Ce processus accroît les tensions entre les deux parties et peut déboucher sur la guerre avec, souvent, l’intervention de puissances étrangères.
Ce fut notamment le cas lors de la révolution de 1958, lors du coup d’État de 1963 et lors du coup d’État baasiste de 1968 qui aboutit deux ans plus tard à l’arrivée de Saddam Hussein au pouvoir. Malgré l’accord de paix signé en mars 1970 avec Bagdad prévoyant une reconnaissance des Kurdes comme composante à part entière de l’Irak, les relations se tendent. Mollah Mustafa recherche et obtient le soutien de l’Iran, d’Israël et des États-Unis, qui craignent que l’Irak baasiste ne tombe sous la coupe de Moscou dans le contexte de guerre froide. Le Kurdistan irakien, qui a conservé son autonomie avec le soutien de ses puissants alliés, entre en guerre en avril 1974 à la suite d'une agression de Bagdad. Les baasistes parviennent cependant à un accord avec l’Iran lors du sommet de l’OPEP tenu à Alger en mars 1975. Barzani est abandonné par son voisin, avec l’approbation des États-Unis. 
Défait par Saddam Hussein, il fuit vers l’Iran, s’établit à Téhéran, d’où il réalise qu’il n’a été qu’un instrument temporaire de la diplomatie américaine menée par Henry Kissinger. Il quitte cependant l’Iran pour les États-Unis, où il meurt d’un cancer du poumon le 1er mars 1979.